# Санчес, Киле
Ки́ле Мише́ль Са́нчес (англ. Kiele Michelle Sanchez; род. 13 октября 1977, Чикаго) — американская актриса. Наиболее известна благодаря роли Никки Фернандес в телесериале «Остаться в живых» и ролям в фильмах «Пожираемые заживо», «Идеальный побег», «30 дней ночи: Тёмные времена» и «Судная ночь 2».

## Биография
Киле Мишель Санчес родилась 13 октября 1977 года в Чикаго, штат Иллинойс; имеет троих братьев и сестер. В её жилах течет пуэрто-риканская, польская и французская кровь. Санчес начала свою актёрскую карьеру, когда выступала в школьной постановке «Гроздья гнева». Её выступление помогло ей преодолеть её страх сцены, с которыми она боролась в то время. После она переехала в Лос-Анджелес, где сыграла небольшую роль в сериалах «That Was Then» и «Married to the Kellys». В 2003 году появилась в фильме «Застрял в тебе». В 2006 году она присоединилась к основному актёрскому составу телесериала «Остаться в живых» в третьем сезоне, играя Никки Фернандес, но её героиня погибла на 6-м появлении в сериале. Киле также снялась в 4 эпизодах сериала «Кто такая Саманта?» и сыграла ведущие роли в фильмах «Пожираемые заживо» и «Идеальный побег».

## Личная жизнь
В 2001—2008 года Киле была замужем за режиссёром Заком Хелмом.
С 29 декабря 2012 года Киле замужем во второй раз за актёром Заком Гилфордом, с которым она встречалась два года до их свадьбы. У супругов есть дочь — Зеппелин Адель Гилфорд (род. 29.11.2017 от суррогатной матери). В начале ноября 2015 года у супругов должен был родиться первенец, но 9 октября стало известно, что их сын, Винтер, родился мёртвым.

## Фильмография
| Кино        | Кино                            | Кино                             | Кино            | Кино        |
| Год         | Русское название                | Оригинальное название            | Роль            | Примечание  |
| ----------- | ------------------------------- | -------------------------------- | --------------- | ----------- |
| 2007        | Лавка чудес                     | Mr. Magorium’s Wonder Emporium   | миссис Гудман   |             |
| 2008        | Пожираемые заживо               | Insanitarium                     | Лили            |             |
| 2009        | Идеальный побег                 | A Perfect Getaway                | Джина           |             |
| 2010        | 30 дней ночи: Тёмные времена    | 30 Days of Night: Dark Days      | Стелла Олесон   | [ 7 ]       |
| 2011        | Черная метка: Падение Сэма Экса | Burn Notice: The Fall of Sam Axe | Аманда Мэйплс   |             |
| 2014        | Судная ночь 2                   | The Purge: Anarchy               | Лиз             |             |
| Телевидение |                                 |                                  |                 |             |
| Год         | Русское название                | Оригинальное название            | Роль            | Примечание  |
| 2006—2007   | Остаться в живых                | Lost                             | Никки Фернандес | 6 эпизодов  |
| 2007        | Кто такая Саманта?              | Samantha Who?                    | Хлоя            | 4 эпизода   |
| 2010—2013   | Болота                          | The Glades                       | Калли Каргил    | 49 эпизодов |
| 2014—2017   | Королевство                     | Kingdom                          | Лиза Принс      | 40 эпизодов |